# Nuncia contrita
Nuncia contrita is een hooiwagen uit de familie Triaenonychidae.